# Call Me When You're Sober
Call Me When You're Sober е рок песен на Evanescence. Издадена е през 2006 като пръв сингъл от комерсиалния албум The Open Door (2006). В края на юли същата година песента и видеото са пуснати в интернет преди тяхната официална дата на издаване. Call Me When You're Sober достига ТОП 20 в канадската BDS класации, също така в американския Billboard HOT TOP 100 в ТОП 10, където за първи път дебютира на 25 място. На 28 август 2006 достига първо място в TRL, като за първи път в историята на Evanescence дебютен сингъл стига до върха в TRL.

## Списък на песните в CD-то
- CD single (2006)

1. Call Me When You're Sober (Албумна версия)
2. Call Me When You're Sober (Акустична версия)
3. 3 Minute 'Making The Video' Clip (Видеоклип)
4. Call Me When You're Sober (Музикално видео)